# Fools Rush In
Fools Rush In (en España: Sólo los tontos se enamoran; en México, Un impulsivo y loco amor) es una película estadounidense de 1997, dirigida por Andy Tennant. Protagonizada por Matthew Perry, Salma Hayek y Jill Clayburgh en los papeles principales.

## Sinopsis
Alex Whitman es un arquitecto de la ciudad de Nueva York que es enviado a Las Vegas para supervisar la construcción de un club nocturno. Alex es un puritano que, mientras disfruta de una noche en la ciudad, conoce a Isabel Fuentes (Salma Hayek), una fotógrafa mexico-americana con un espíritu libre. Alex e Isabel se ven superados por la lujuria a primera vista y terminan pasando la noche juntos, sin embargo, su atracción no dura a la fría luz del día, y no se ven el uno al otro durante otros tres meses. Cuando se ven una vez más, es porque Isabel tiene una noticia interesante para Alex: ella está embarazada de un hijo suyo. Alex e Isabel deciden que deben hacer las cosas bien y rápidamente se casan (con un imitador de Elvis que actúa como testigo). Ambos comienzan a preguntarse si "hacer lo correcto" era solo eso, especialmente cuando Alex intenta equilibrar su carrera en Nueva York con el deseo de Isabel de seguir trabajando en Nevada. A pesar de sus diferencias culturales, deciden casarse y formar una familia. Esta comedia romántica es la escenificación de la historia de amor que vivió el productor del filme, Doug Draizin, con la coproductora, Anna Maria Davis. Estos decidieron situar la acción en Las Vegas y convertir esta emblemática ciudad, que el cine siempre nos muestra como la capital del pecado, en un lugar idóneo para el romance entre Salma Hayek (Desperado) y la estrella de la serie de televisión Friends, Matthew Perry. Como dato anecdótico, cabe señalar que gracias a esta película, la frontera entre los estados de Arizona y Nevada está señalizada con una línea: la que pintó el departamento artístico del filme por exigencias del guion. Y es que el gobierno local decidió dejar intacta la línea, como recuerdo del día en que Hollywood llegó a Nevada.

## Reparto
- Matthew Perry - Alex Whitman
- Salma Hayek - Isabel Fuentes-Whitman
- Jon Tenney - Jeff
- Carlos Gómez - Chuy
- Tomás Milián - Tomas Fuentes
- Siobhan Fallon - Lainie
- John Bennett Perry - Richard Whitman
- Stanley DeSantis - Judd Marshall
- Suzanne Snyder - Cathy Stewart
- Anne Betancourt - Amalia Fuentes
- Jill Clayburgh - Nan Whitman
- Garret Davis - Stan
- Annie Combs - Dr. Lisa Barnes, Ob-Gyn
- Annetta Ray - Ministra realizando matrimonio